# Hoot Owl
Hoot Owl – miasto w Stanach Zjednoczonych, w stanie Oklahoma, w hrabstwie Mayes.